# منجمد کردن
منجمد کردن عکس در عکاسی، حالتی است که سوژه‌های متحرک را به صورت ایستا و ثابت ثبت می‌کند. برای ثابت‌کردن حرکت در عکس باید از سرعت بالای شاتر استفاده کرد.

## نگارخانه

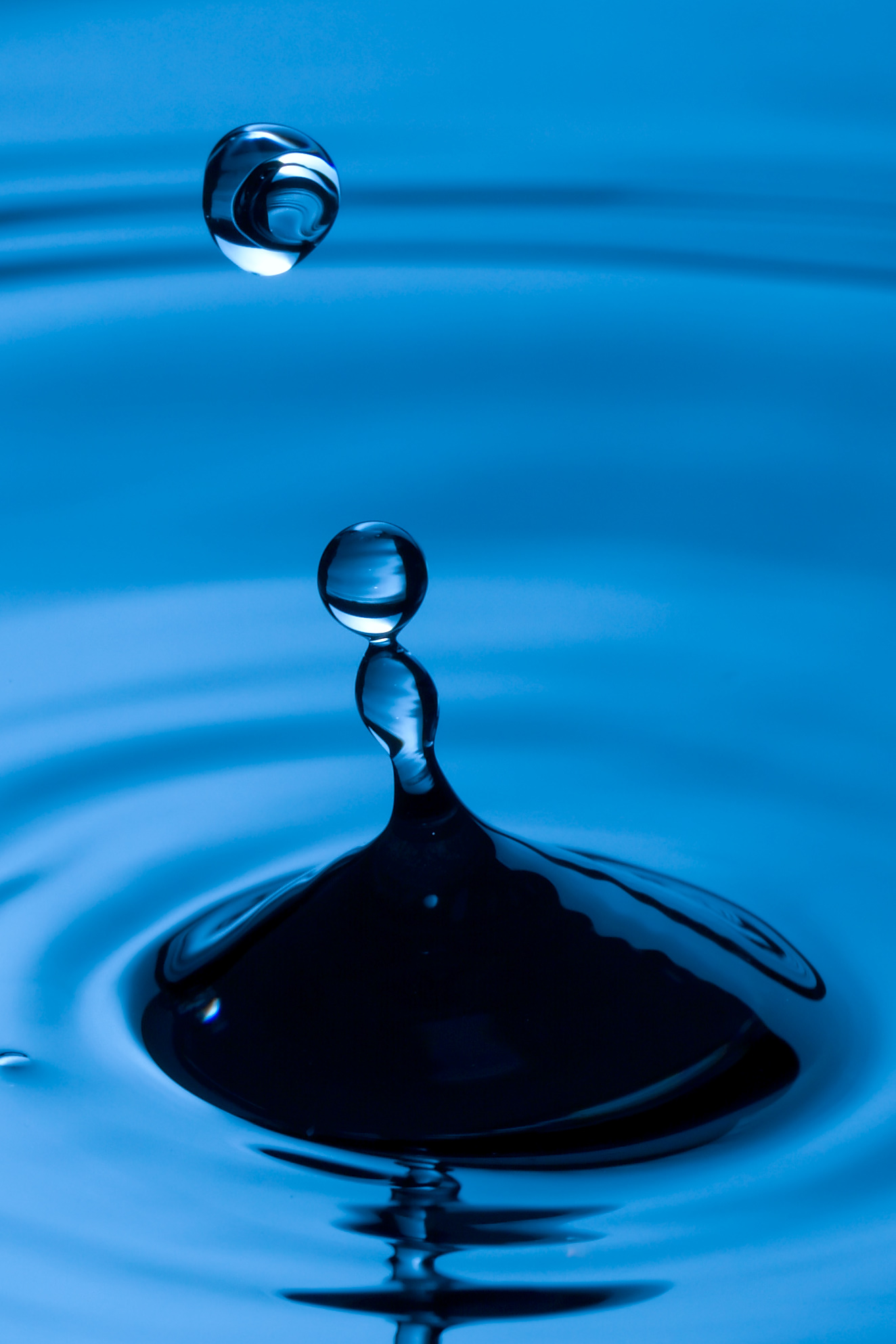
یک تصویر منجمد شده از قطره آب
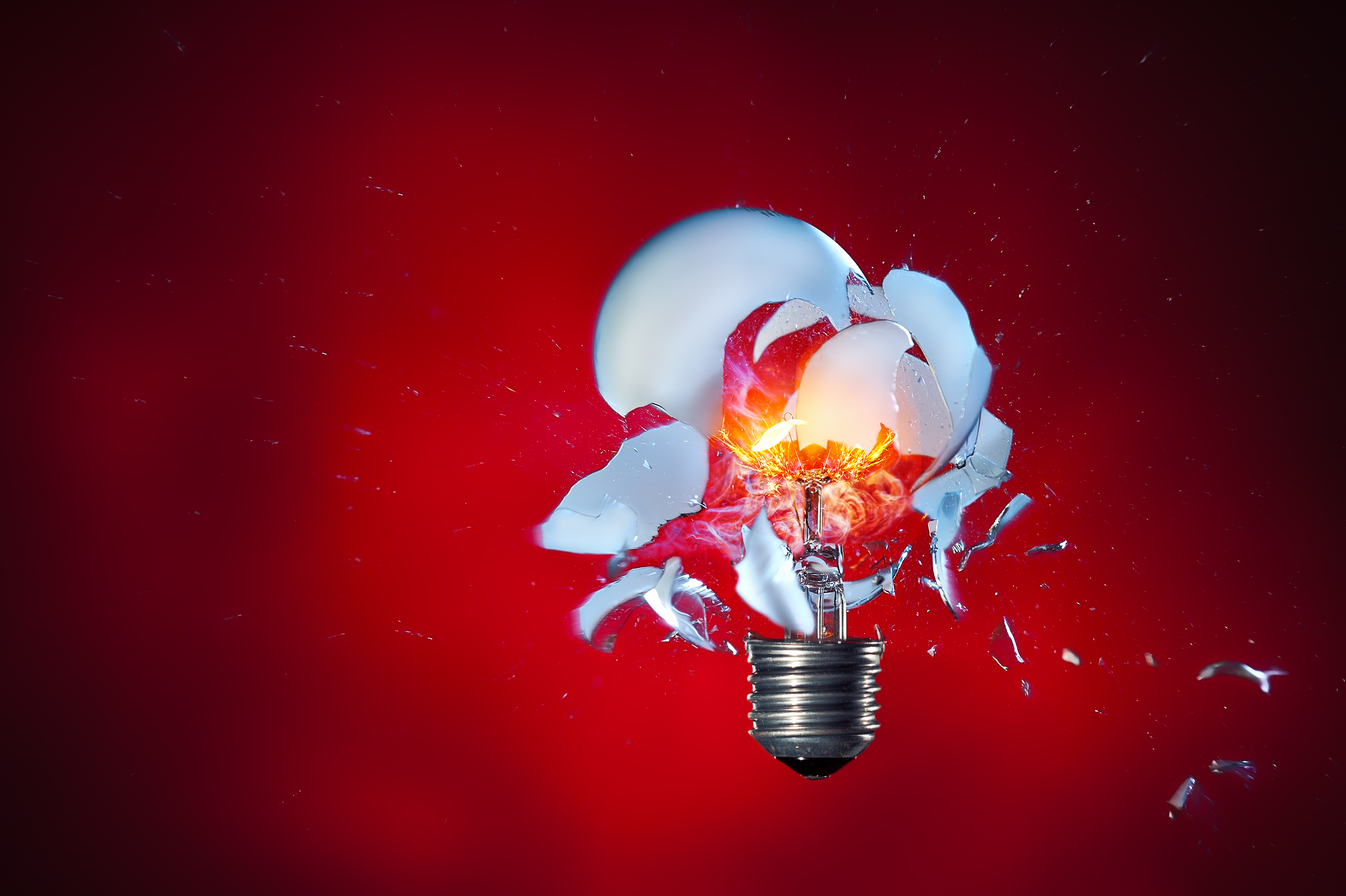
شلیک به یک لامپ با یک تفنگ بادی
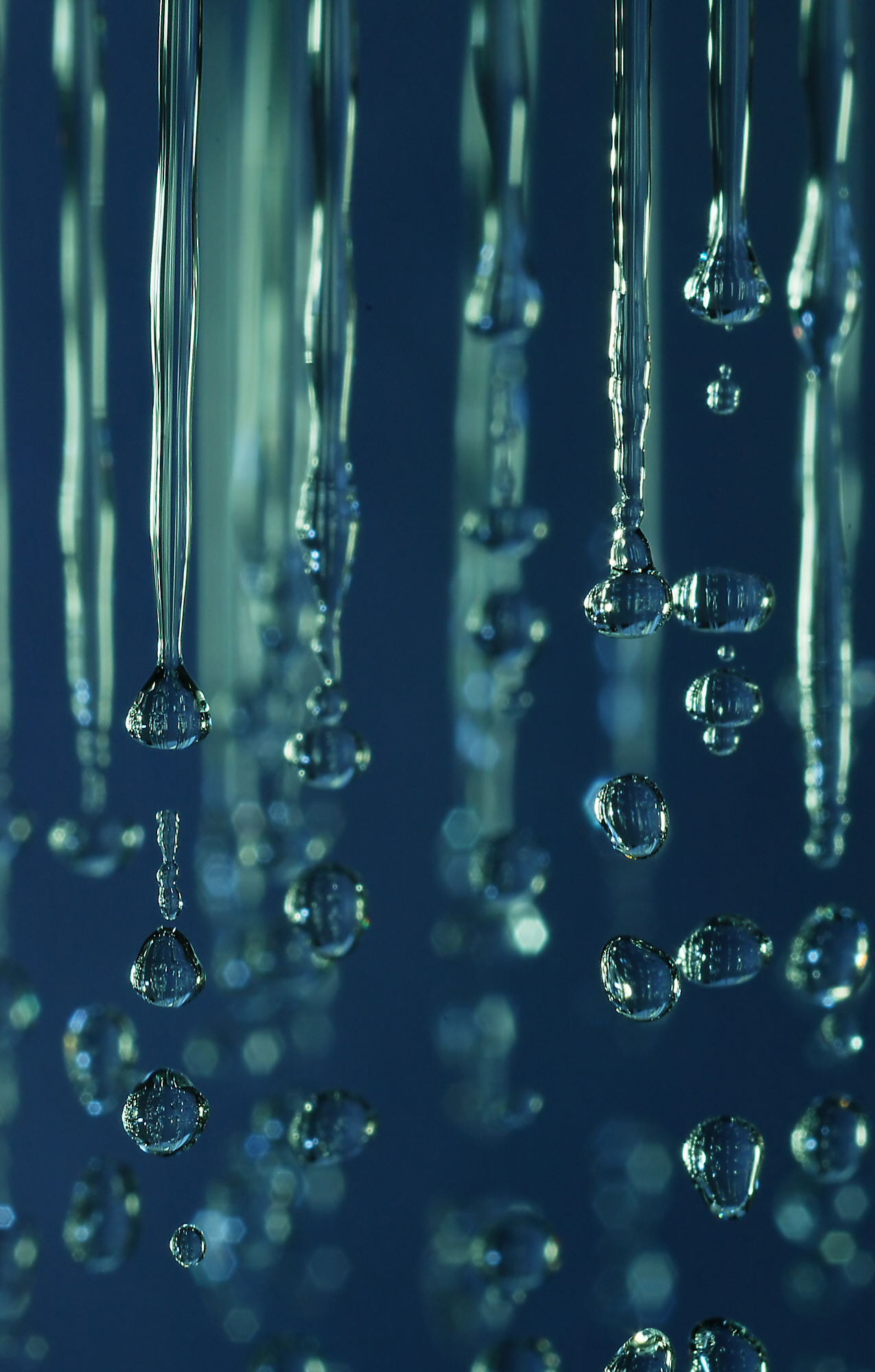
عکاسی کوتاه مدت با استفاده از فلاش الکترونی